# Institut de la francophonie pour le développement durable
L'Institut de la francophonie pour le développement durable (IFDD) est un organe subsidiaire de l'Organisation internationale de la francophonie. Il est né en 1988 de la volonté des chefs d’État et de gouvernement des pays francophones de conduire une action concertée visant le développement du secteur de l’énergie dans les pays membres. En 1996 cette action a été élargie à l’environnement.

## Présentation
Ses missions sont le renforcement de capacité des États et gouvernements membres de la francophonie, l'accompagnement des acteurs de développement, la promotion d'une démarche et des outils de développement durable et le développement de partenariats. Ces missions sont remplies selon trois axes, l'intégration des Objectifs de développement durable, le renforcement des pays francophones dans les négociations; et l'information et la communication pour le développement durable.
La programmation mise en œuvre par l'IFDD s’exprime dans cinq programmes qui structurent ses activités :
- programme Stratégies nationales et cadres institutionnels du développement durable ;
- programme Politiques énergétiques ;
- programme Utilisation durable de l'énergie ;
- programme Maîtrise des outils de gestion de l'environnement pour le développement (MOGED) ;
- programme Négociations internationales.

## Initiatives notables
- Pour soutenir la mise en œuvre du Programme de développement durable des Nations unies à l'horizon 2030 dans l'espace francophone, l'OIF lance l'initiative participative Objectif 2030 à travers son organe subsidiaire, l'Institut de la francophonie pour le développement durable (IFDD)[1],[2].
- Pour soutenir l'innovation environnementale, l'Institut de la francophonie pour le développement durable a mis en place dans le cadre de son programme Maîtrise des outils de gestion de l'environnement pour le développement, le Projet de Déploiement des Technologies et Innovations Environnementales pour le développement durable et la réduction de la pauvreté (PDTIE) en République démocratique du Congo et au Cameroun, financé par l'Organisation des États d'Afrique, des Caraïbes et du Pacifique et l'Union européenne à hauteur de 4,2 millions d'euros[3],[4].
- Pour contribuer aux efforts de comptabilisation du capital naturel, l'Institut de la francophonie pour le développement durable a élaboré en 2019 une méthode de comptabilité écosystémique du capital naturel (CECN)[5].